# أوسكار وادزورث فيلد
أوسكار وادزورث فيلد (بالإنجليزية: Oscar Wadsworth Field)‏ هو عسكري أمريكي، ولد في 6 أكتوبر 1873 في جيرسي سيتي في الولايات المتحدة، وتوفي في 5 يناير 1912.